# Rio Connection
Rio Connection é uma minissérie de televisão brasileira produzida por Estúdios Globo, Sony Pictures Television e Floresta. A estreia no Brasil ocorreu em 23 de novembro de 2023 no Globoplay.
A produção é o segundo projeto da parceria Globo e Sony Pictures Television e diferentemente de Passaporte para Liberdade, a produção estreou primeiramente no exterior.

## Enredo
Ambientada no Rio dos anos 1970, em Rio Connection conhecemos a história de criminosos europeus que estabeleceram no Brasil um ponto crucial da rota do tráfico de heroína para os Estados Unidos. Após três mafiosos importantes serem perseguidos por autoridades americanas e italianas, os traficantes encontraram no Rio o ambiente propício para fortalecer um lucrativo e perigoso negócio, desta maneira tropicalizando a máfia tradicional. Ana (Marina Ruy Barbosa) é uma cantora de boate que, aos poucos, acaba se envolvendo no mundo do tráfico de drogas e conhecendo os famosos mafiosos Giovanni Nicola (Nicolas Prattes), Lucien Sarti (Aksel Ustun) e Tommaso Buscetta (Valerio Morigi).

## Elenco Principal
- Valerio Morigi como Tommaso Buscetta / Roberto Felice
- Aksel Ustun como Lucien Sarti
- Raphaël Kahn como Fernand Legros
- Aryè Campos como Amanda Singleton
- Felipe Rocha como Michel Niccolli
- Marina Ruy Barbosa como Ana Alves
- Carla Salle como Maria Cristina de Almeida Guimarães
- Rômulo Arantes Neto como Frederico
- Maria Casadevall como Lilly
- Brian Townes como Agente Peter Walsh
- Bruno Gissoni como Bruno Legere
- Geoffrey Russell como Agente Seymour L. Grayson
- Alexandre David como Detetive Heraldo Batista

## Elenco Secundário
- Olivia Torres como Tuca
- João Côrtes como Alberto Martin

## Participações
- Billy Blanco Jr. como Detetive Macedo
- Cadu Libonati como Tenente Eusébio
- Caio Scot como Ruben
- Daniel Dantas como Sr. Guimarães
- Gustavo Pace como Luigi
- Julia Konrad como Mila
- Karla Bonfá como Paula
- Nicolas Prattes como Giovanni Nicola
- Renata Sorrah como Cassandra
- Ricardo Burgos como Alfonso
- Sandro Isaack como Frank Castellano
- Pierre Baitelli
- Paulo Almeida como Jorge Martins
- Lucas Leal como Joseph
- Alessandro Moussa como Mafia Don

## Produção
Em maio de 2019, a Globo firmou uma parceria com a produtora Floresta e a Sony Pictures Television para a coprodução de Rio Connection e O Anjo de Hamburgo, esta última lançada posteriormente com o título de Passaporte para Liberdade. No mesmo mês foi divulgado que Mauro Lima seria o diretor da série. Em fevereiro de 2021 foi confirmado que a série seria estrelada por Marina Ruy Barbosa. Em março de 2021 Rodrigo Simas e Bruno Gissoni entraram para o elenco. Em setembro Simas e Johnny Massaro deixaram a produção devido a conflitos de agenda. Em outubro de 2021 Nicolas Prattes, Maria Casadevall, Renata Sorrah, João Côrtes, Rômulo Arantes Neto, e Cadu Libonati foram confirmados no elenco. Além de atores brasileiros, a série contará com o italiano Valerio Morigi, Raphael Kahn, e Aksel Ustun. Em dezembro o ator Daniel Dantas entrou para a produção.
Rio Connection entrou em pré-produção em setembro de 2021. Em dezembro do mesmo ano, após uma série de atrasos, as gravações da série foram interrompidas após um surto de COVID-19. Dez pessoas da equipe, incluindo Nicolas Prattes, testaram positivo para a doença. Originalmente planejadas para serem feitas em Montevidéu, as gravações das últimas cenas de Rio Connection foram finalizadas em 11 de fevereiro de 2022 em São Paulo, devido ao aumento de infecções por coronavírus.
Em 19 de dezembro de 2022 o Globoplay divulgou o primeiro teaser da série.